# Polikarpow NB
Die Polikarpow NB (russisch Поликарпов НБ, Projektbezeichnung „T“) ist ein sowjetischer Bomber aus der Zeit des Zweiten Weltkrieges. Das Kürzel NB steht für Notschnoi Bombardirowschtschik (Ночной бомбардировщик), Nachtbomber.

## Entwicklung
Nikolai Polikarpow begann 1942 mit den Konstruktionsarbeiten für einen zweimotorigen mittleren Bomber. Der Typ wurde als Schulterdecker in Holz-Metall-Gemischtbauweise projektiert und sollte 3000 bis 5000 Kilogramm Bomben befördern können. Als Antrieb für die Serienproduktion waren ASch-71-Triebwerke von Arkadi Schwezow mit 2000 PS Startleistung vorgesehen. Der Rumpfbug besaß eine großzügige Verglasung. Das Leitwerk bestand aus zwei Seitenleitwerken an den Enden des Höhenleitwerks. Das Heckradfahrwerk war vollständig einziehbar, die Haupträder fuhren dabei in die Motorgondeln ein. Auf dem Rumpfrücken befand sich ein drehbarer Abwehrstand, ein weiterer war in einer verglasten Bodenwanne untergebracht.
Im Herbst 1943 war die Projektphase abgeschlossen und der Bau des Prototyps begann. Er erhielt als Antrieb zwei ASch-82A Motoren. Der Erstflug erfolgte im Mai 1944. Die anschließende Erprobung ergab zufriedenstellende Leistungen und wurde im August desselben Jahres abgeschlossen. Trotzdem ging die NB nicht in die Serienproduktion, da der Bedarf an zweimotorigen Bombern von der Pe-2 und der Tu-2 ausreichend gedeckt wurde.

## Technische Daten
| Kenngröße             | Daten |
| --------------------- | --- |
| Besatzung             | 5 |
| Spannweite            | 21,52 m |
| Länge                 | 15,29 m |
| Leermasse             | 6.747 kg |
| Startmasse            | 14.640 kg |
| Triebwerk(e)          | zwei Doppelsternmotoren ASch-82A |
| Startleistung         | je 1.051,8 kW (1.430 PS) |
| Höchstgeschwindigkeit | 515 km/h in 6.250 m Höhe |
| Gipfelhöhe            | 8.800 m |
| Reichweite            | normal 2.195 km maximal 3.029 km |
| Bewaffnung            | ein bewegliches 12,7-mm-MG UBT im Bug ein bewegliches 12,7-mm-MG UBT im Rückenabwehrstand ein bewegliches 12,7-mm-MG UBS in der Bodenwanne zwei starre MG in den Flügeln |
| Bombenlast            | maximal 5.000 kg |